# Daihatsu
Daihatsu Motor (ダイハツ工業株式会社, Daihatsu Kōgyō Kabushiki-gaisha), més coneguda simplement amb el nom de Daihatsu, és una marca d'automòbils japonesa amb seu al municipi d'Ikeda, a la prefectura d'Osaka i coneguda per fabricar Kei car i altres automòbils utilitaris en general. Des d'agost de 2016 pertany completament a Toyota.

## Història
Daihatsu va ser fundada el 1951 com a empresa successora d'Hatsudōki seizō, la qual era una fàbrica de motors fundada el 1907. Hatsudōki havia estat fabricant motors per als Ferrocarrils Nacionals Japonesos, entre altres clients.
Durant la dècada de 1960, Daihatsu va començar a exportar cotxes a Europa, tot i que fins als anys 80 no va tindre molt d'èxit. Al Japó, la majoria dels seus models eren kei car, vehicles de menys de 360 centímetres cúbics aleshores.
Daihatsu, que des dels seus començaments havia estat una empresa independent va veure part de les seves accions adquirides per l'empresa Toyota el 1967 en un intent governamental de promoure l'economia de mercat i el capitalisme competitiu al país. El 1995 les accions propietat de Toyota van augmentar fins al 33,4 per cent. Aleshores, Daihatsu ja fabricava models per a Toyota sota contractes individuals per a cada producte. Toyota, en tindre al seu poder més d'un terç de les accions de Daihatsu ja tenia poder de vet en les decisions del congrés anual de la marca. El 1998, Toyota va aconseguir el 51,2 per cent de les accions.
El 2011 la marca va anunciar que cap al 2013 deixarien d'importar i vendre automòbils per a Europa, adduint la fortalesa del ien, la qual feia difícil que les exportacions tingueren percentatge de profit. La Crisi financera global del 2007-2012 va portar que les vendes de Daihatsu baixaren dels 58.000 vehicles venuts el 2007 als 12.000 el 2011. L'agost de 2016 Daihatsu es va convertir en una empresa subsidiària propietat total de Toyota.

## Empresa

### Mercats exteriors
La marca va començar a importar cotxes a Europa a finals de la dècada de 1960, no aconseguint un relatiu èxit fins a la dècada dels 1980 a països del centre d'Europa, com Suïssa, els Països Baixos o l'Alemanya. A Andorra, en concret i possiblement degut al seu clima i geografia de muntanya, van tindre també prou èxit i fins fa poc encara era prou comú veure'ls pel carrer. El petit 4x4 Rocky (anomenat Rugger al Japó) va ser prou venut al principat. A Catalunya, Aragó, el País Valencià o les Illes Balears la marca tingué una presència testimonial durant un temps reduït.
Des de l'any 2013, Daihatsu va tancar la seva xarxa a Europa i ja no importa més cotxes. Es va adduir el canvi del ien per aquesta acció. Els darrers models venuts van ser el Daihatsu Boon (amb el nom de Sirion), el Terios i a alguns països d'Europa el Copen i el Mira Gino.

## Models històrics

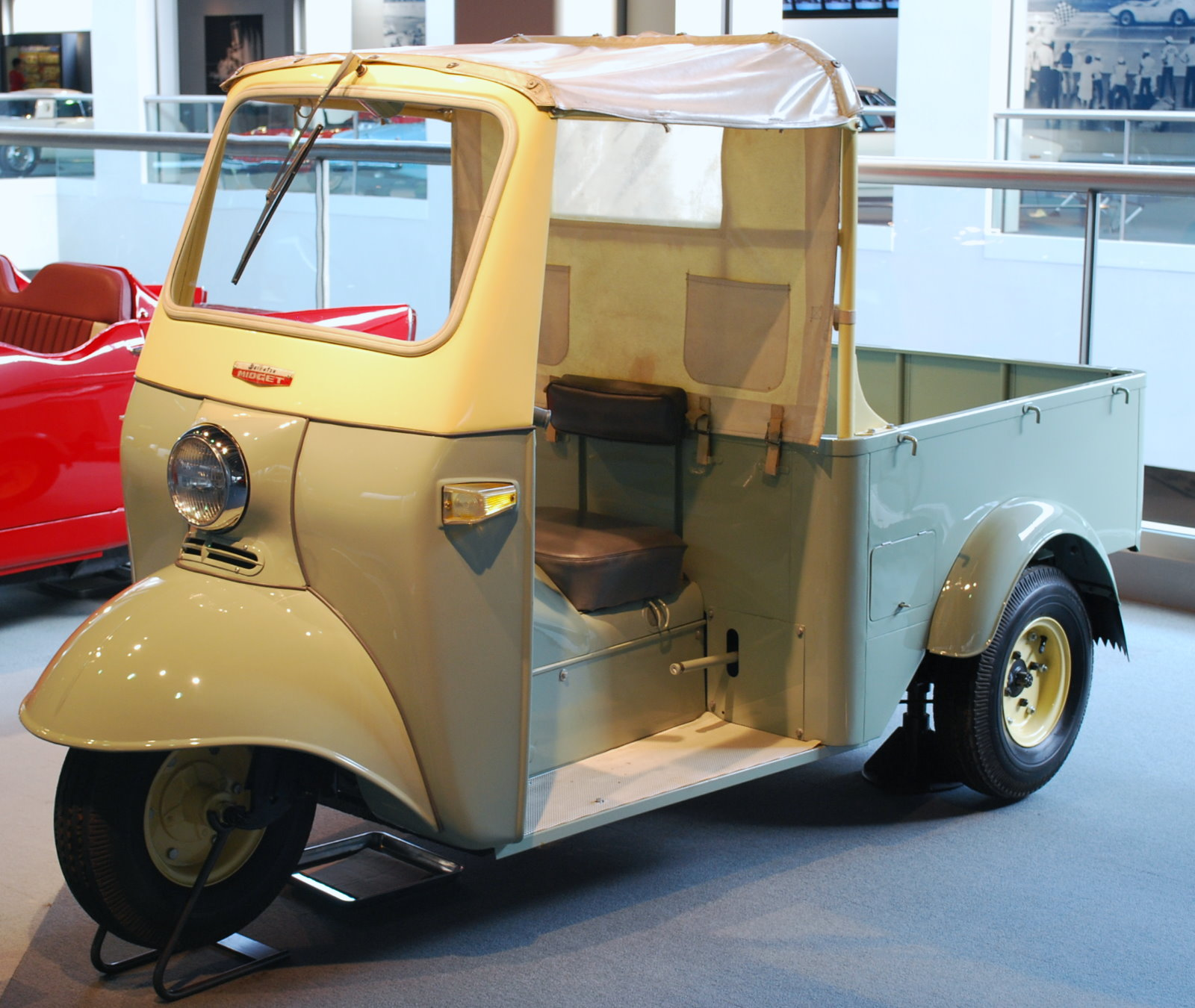
Midget DKA (1957)

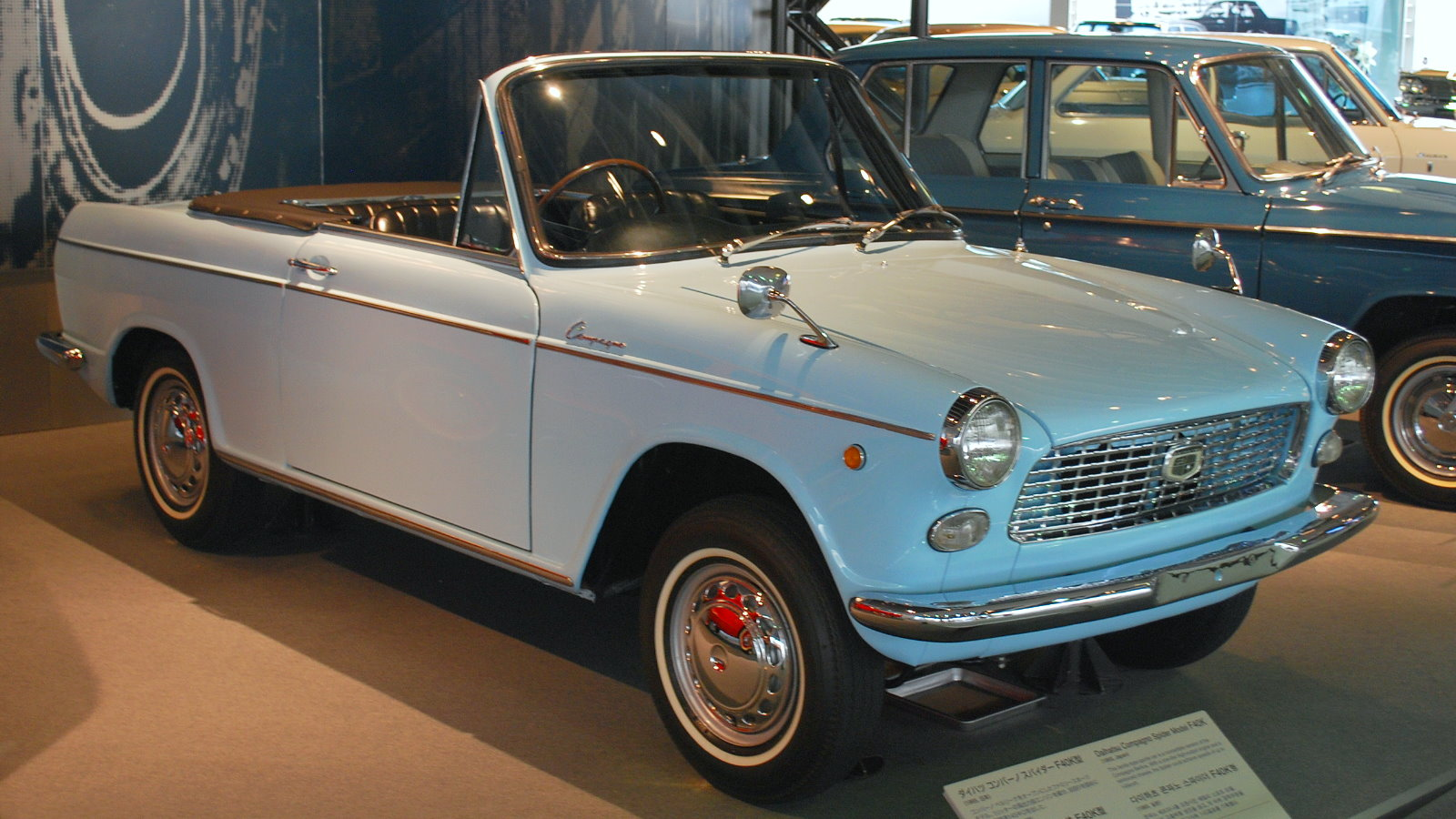
Compagno Spider (1965)

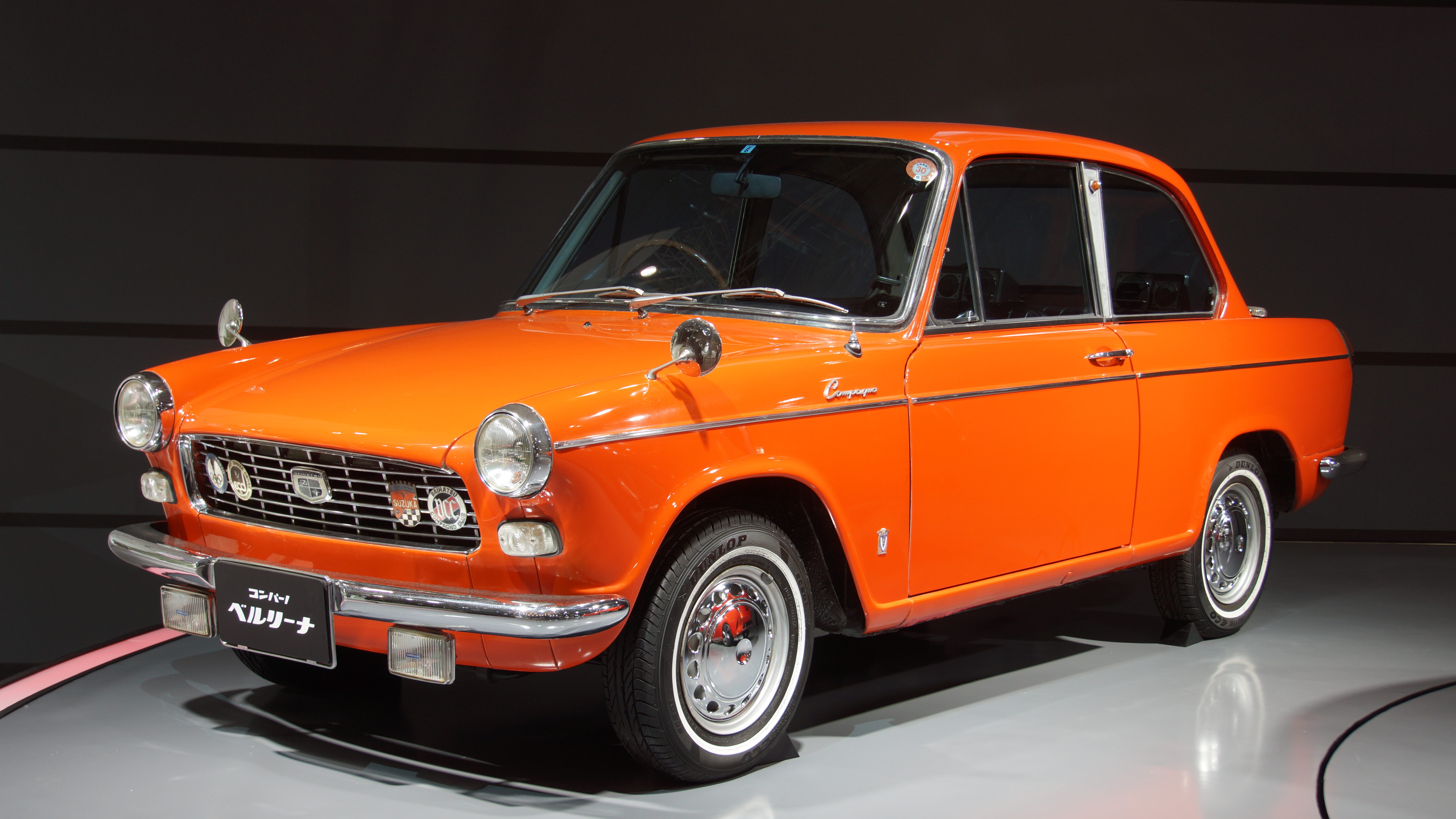
Compagno Berlina

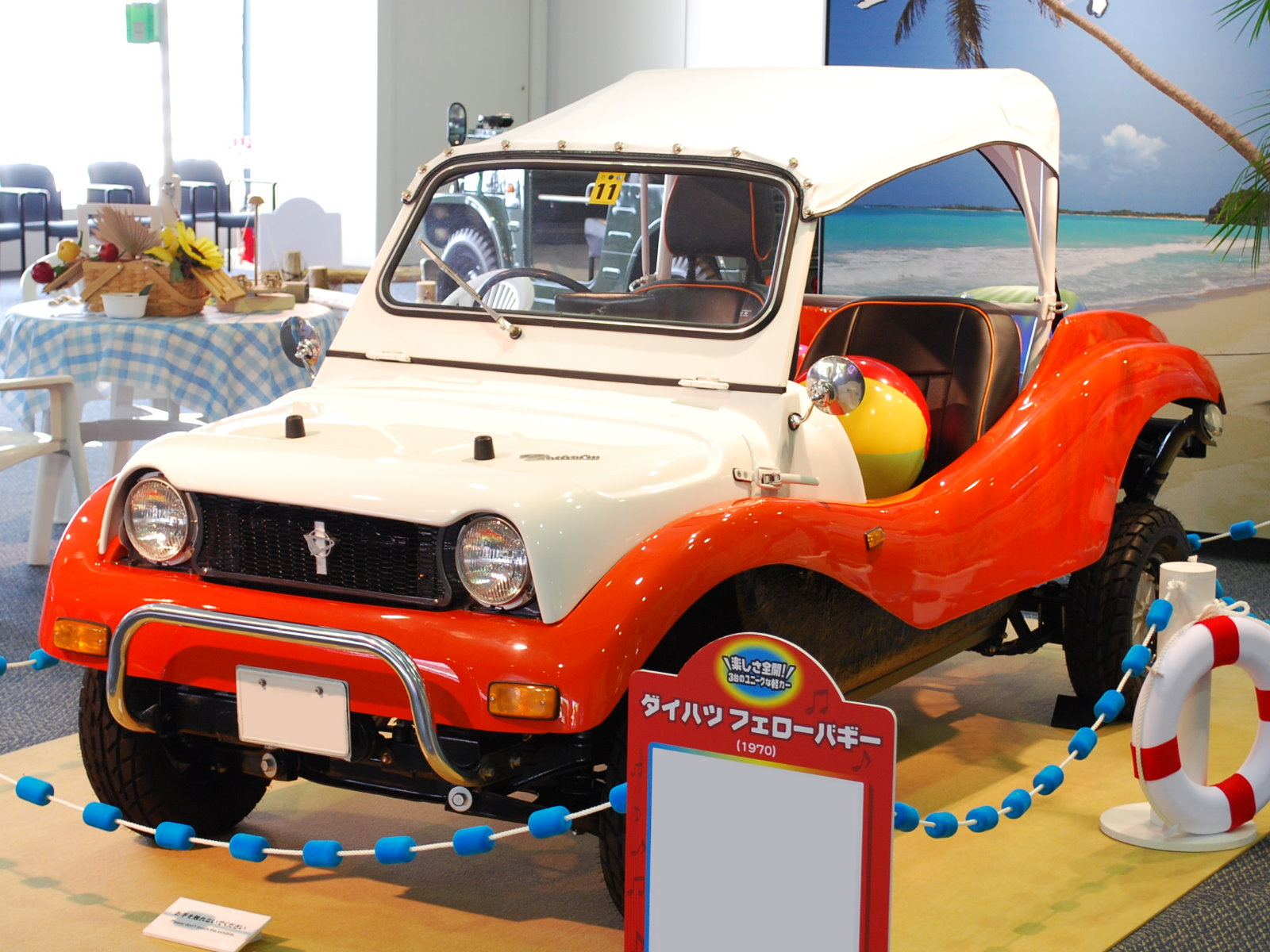
Fellow Buggy (1970)

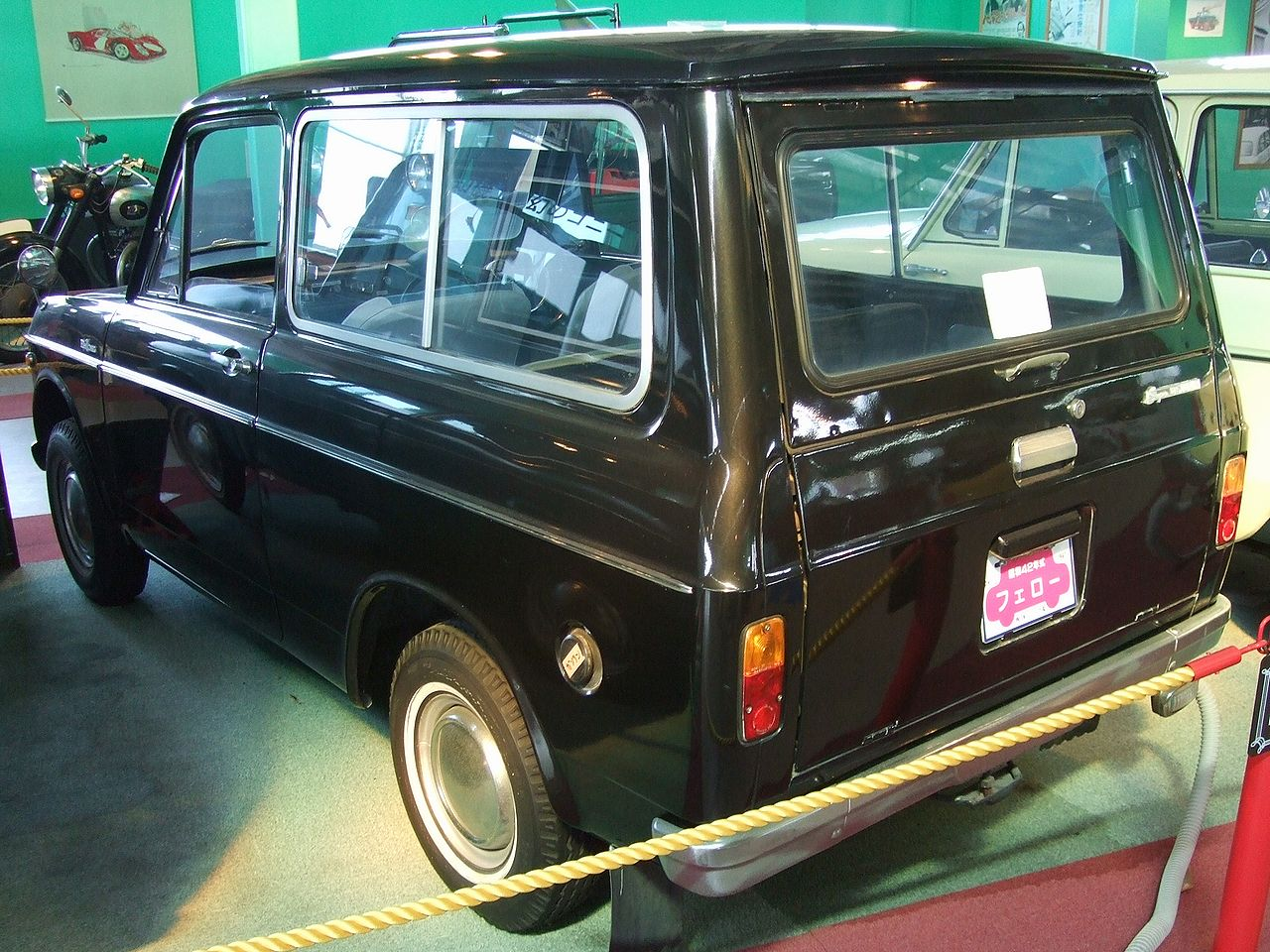
Fellow Van (1967)

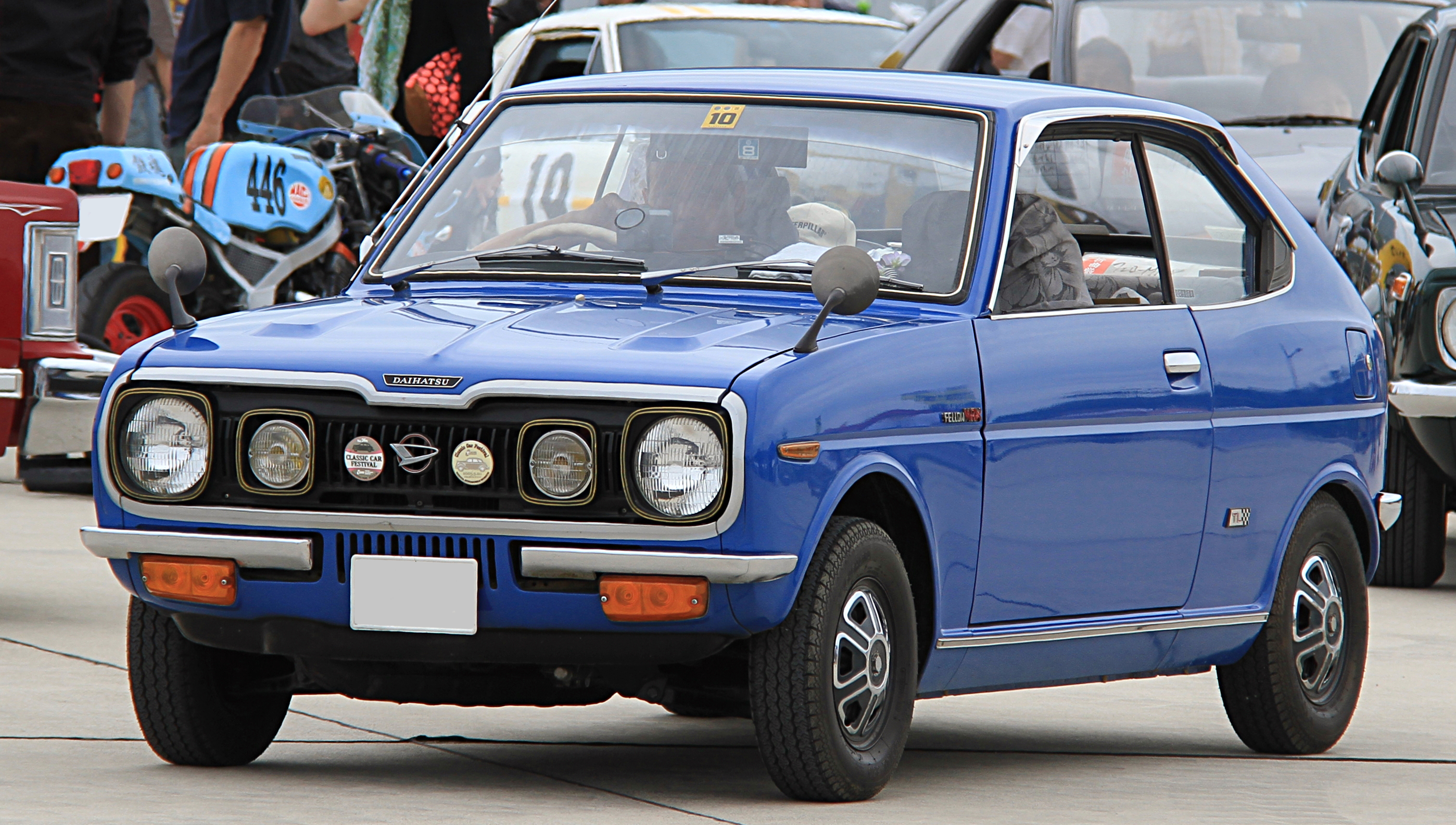
Fellow Max Hardtop Coupé (1972)

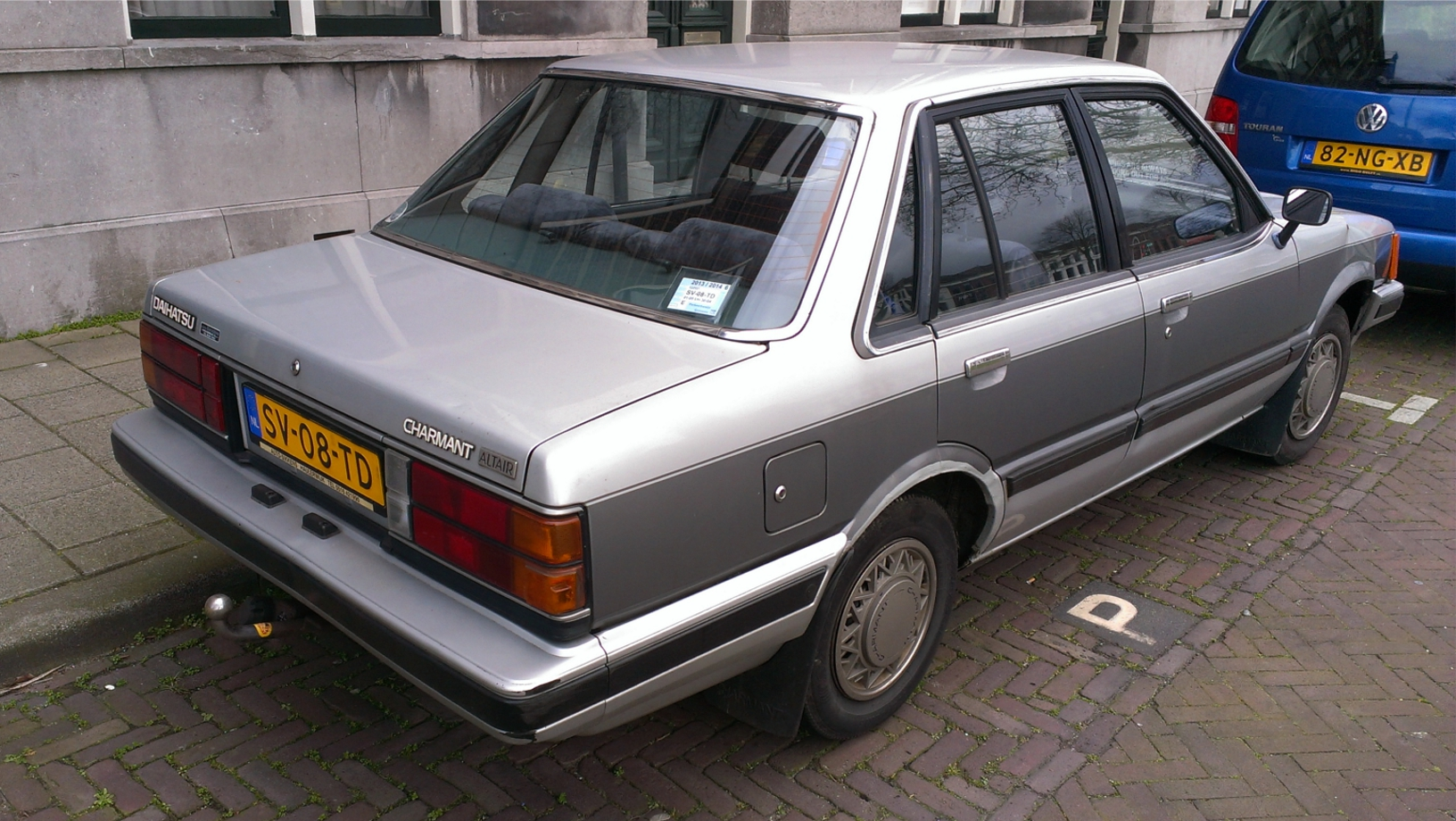
Charmant segona generació (1988)

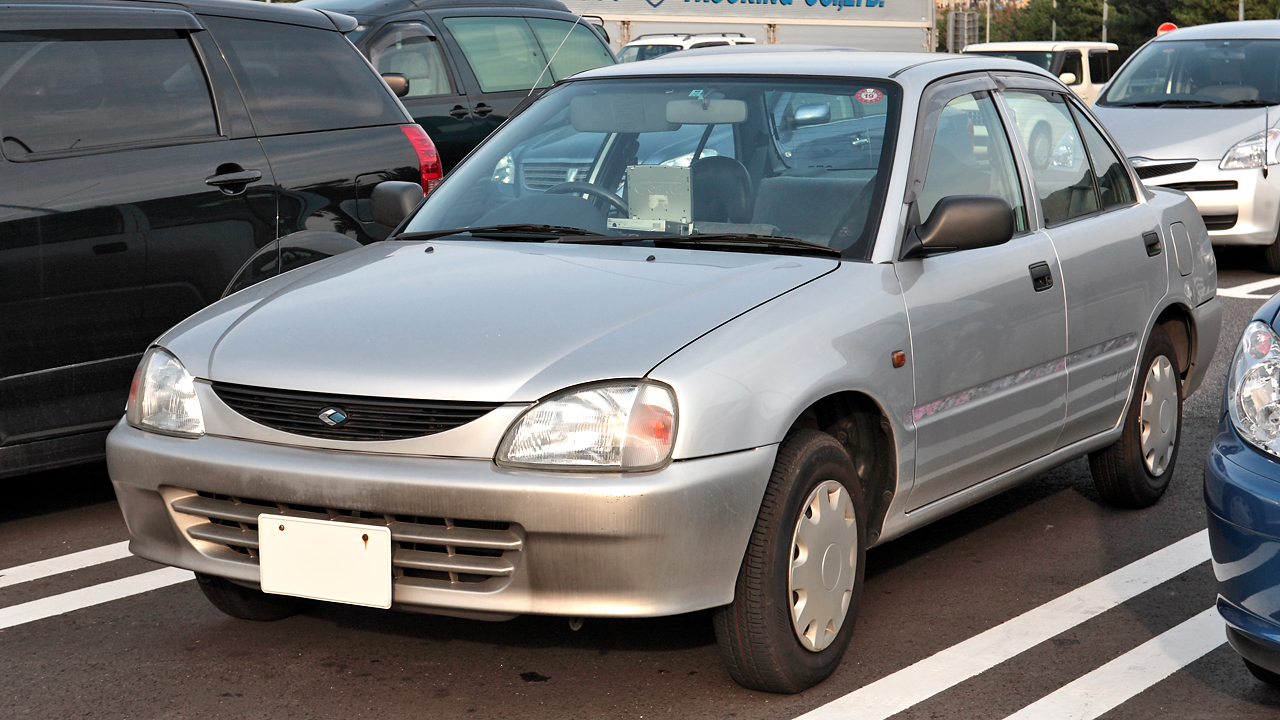
Charade Social (1994-2000)

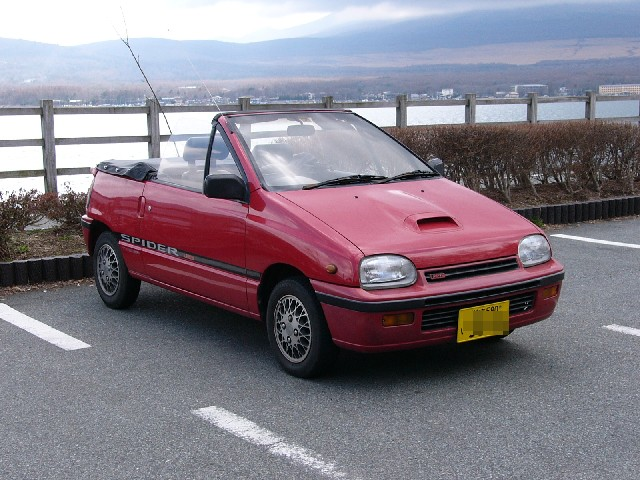
Leeza Spider (1992)

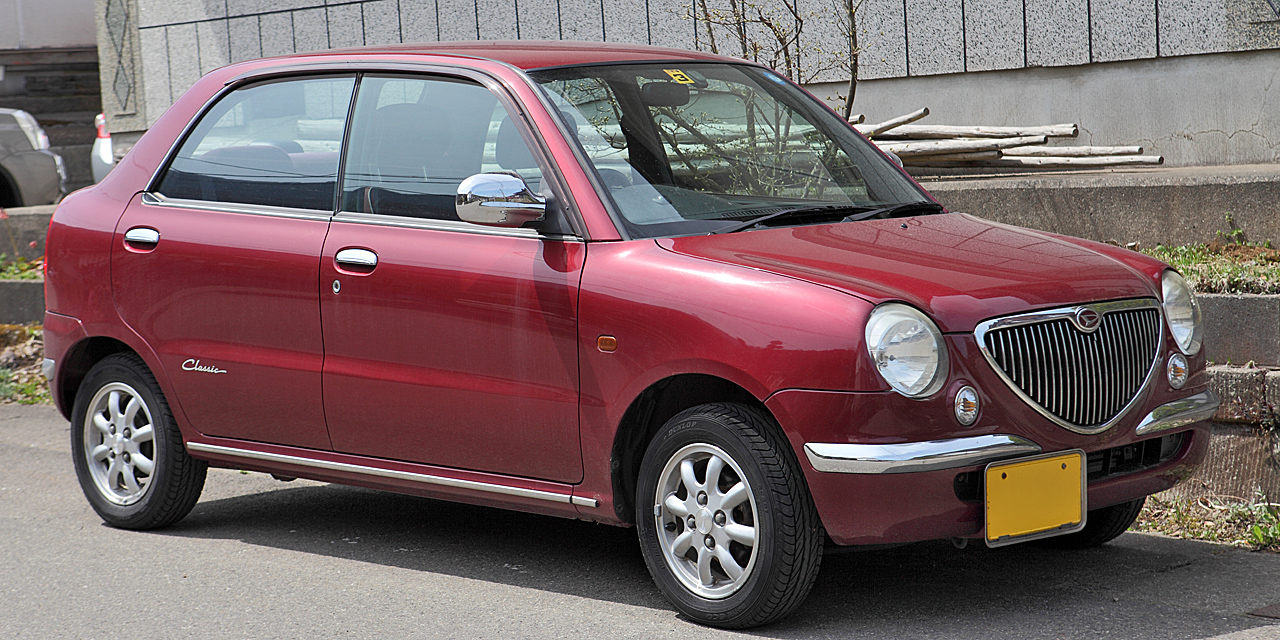
Opti Classic segona generació

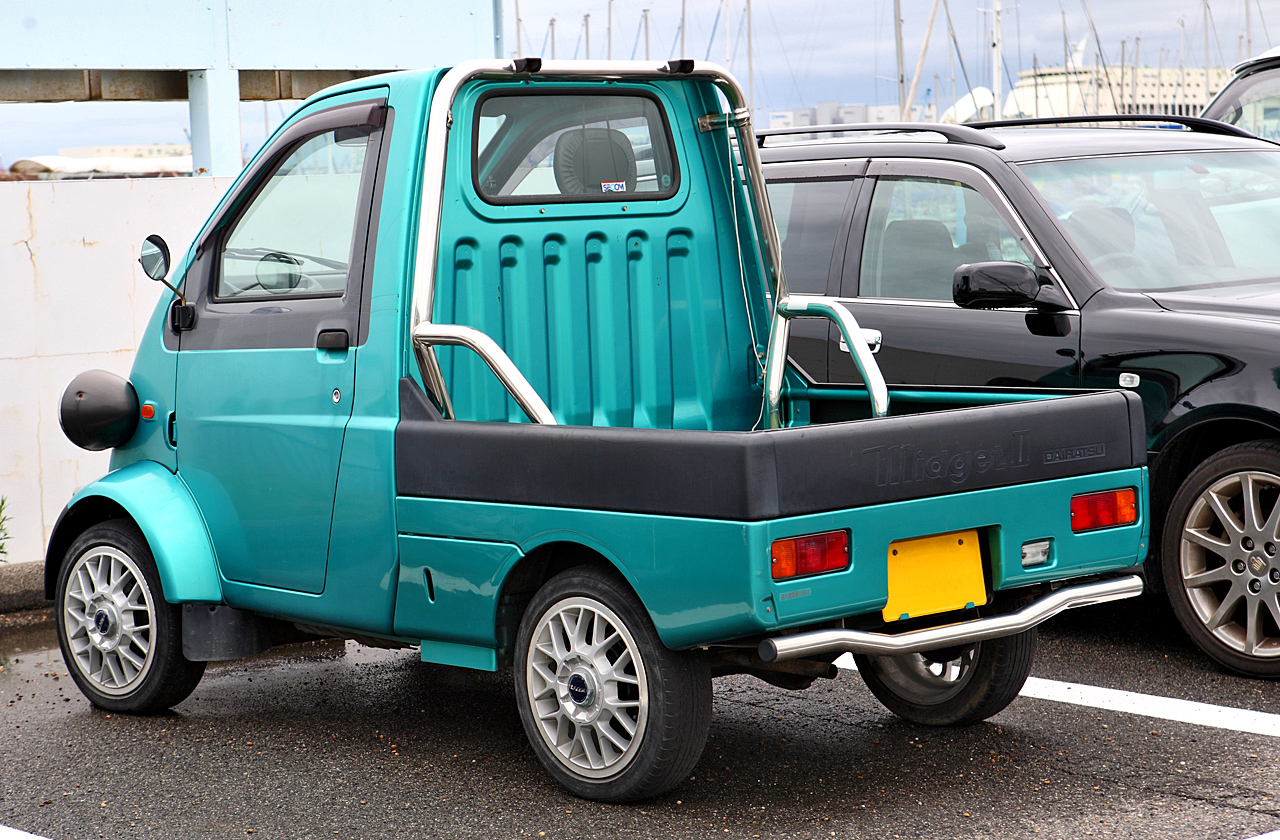
Midget II camioneta

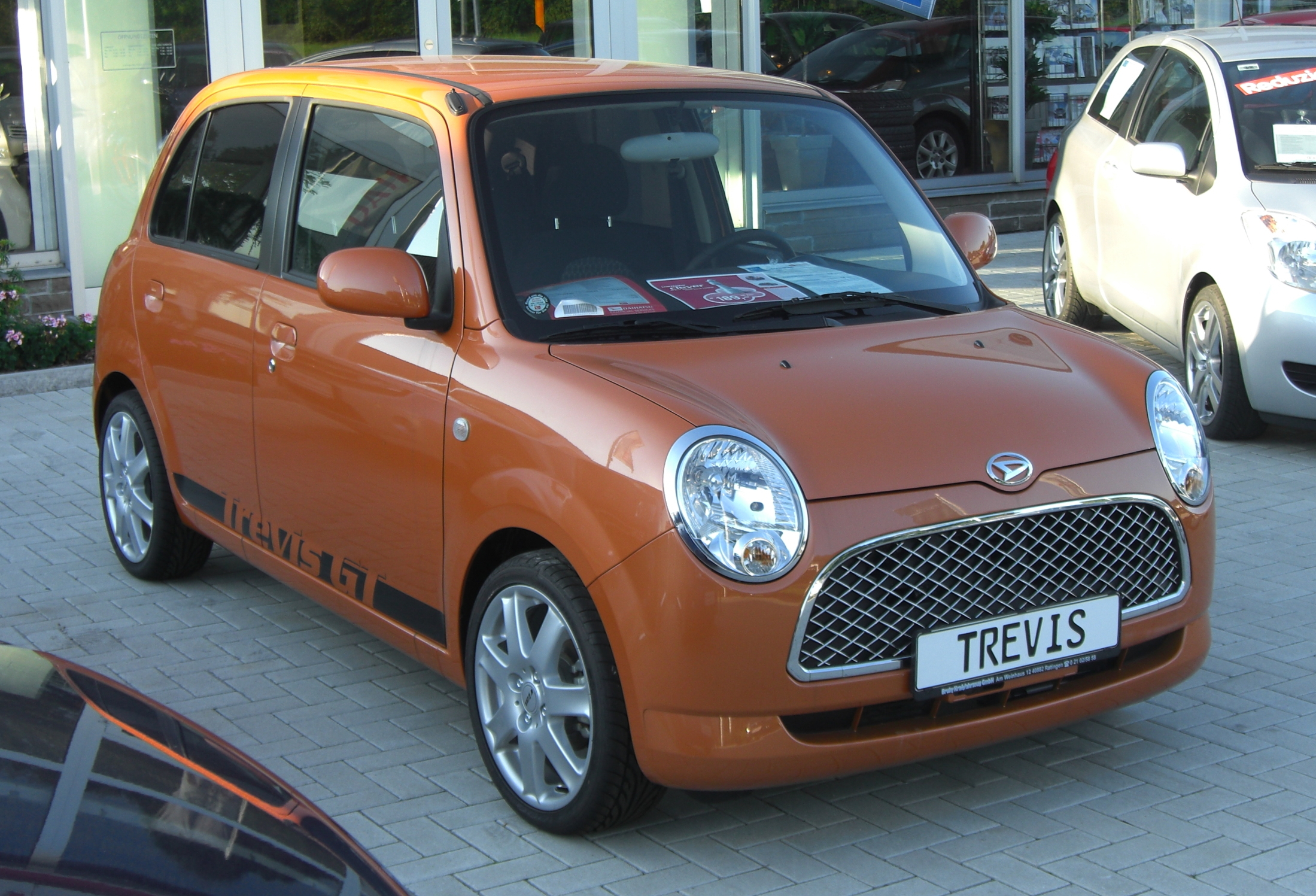
Trevis GT, versió europea del Mira Gino de 2na generació

En aquesta llista només consten els models antics que ja no estan en fabricació. Models com el Move o el Terios que encara continuen en producció es troben a la llista de models actuals.
| Bee          |  | Microcotxe | - Coupé                                                  | 1951-1952 |
| Midget       |  | Microcotxe | - Camioneta - Furgoneta                                  | 1957-1972 |
| Compagno     |  | Segment C  | - Berlina - Coupé - Descapotable - Furgoneta - Camioneta | 1963-1970 |
| Fellow       |  | Kei car    | - Berlina 3P - Familiar 3P                               | 1966-1970 |
| Consorte     |  | Segment C  | - Berlina - Coupé                                        | 1969-1977 |
| Fellow Max   |  | Kei car    | - Hatchback - Coupé - Buggy - Furgoneta 3P               | 1970-1980 |
| Charmant     |  | Segment C  | - Berlina - Familiar                                     | 1974-1987 |
| Taft         |  | Segment B  | - Tot terreny - Camioneta                                | 1974-1984 |
| Charade      |  | Segment B  | - Hatchback 3/5P - Berlina                               | 1977-2000 |
| Mira Cuore   |  | Kei car    | - Hatchback 3/5P - Furgoneta 3P - Camioneta              | 1980-2018 |
| Rugger       |  | Segment B  | - Tot terreny                                            | 1984-2002 |
| Leeza        |  | Kei car    | - Hatchback 3P - Descapotable                            | 1986-1993 |
| Rocky        |  | Segment B  | - Tot terreny                                            | 1989-2002 |
| Applause     |  | Segment C  | - Liftback                                               | 1989-2000 |
| Opti         |  | Kei car    | - Hatchback 3/5P - Berlina hardtop                       | 1992-2002 |
| Delta        |  | Segment C  | - Monovolum - Furgoneta                                  | 1996-2001 |
| Midget II    |  | Kei car    | - Furgoneta - Camioneta                                  | 1996-2001 |
| Pyzar        |  | Segment C  | - Monovolum                                              | 1996-2002 |
| Storia       |  | Segment B  | - Hatchback                                              | 1998-2004 |
| Terios Kid   |  | Kei car    | - SUV                                                    | 1998-2012 |
| Mira Gino    |  | Kei car    | - Hatchback 3/5P                                         | 1999-2009 |
| Naked        |  | Kei car    | - SUV                                                    | 1999-2004 |
| YRV          |  | Segment B  | - Monovolum                                              | 2000-2005 |
| MAX          |  | Kei car    | - Hatchback                                              | 2001-2005 |
| Move Latte   |  | Kei car    | - Hatchback                                              | 2004-2009 |
| Esse         |  | Kei car    | - Hatchback                                              | 2005-2011 |
| Coo          |  | Segment B  | - Hatchback                                              | 2006-2012 |
| Sonica       |  | Kei car    | - Hatchback                                              | 2006-2009 |
| Boon Luminas |  | Segment B  | - Monovolum                                              | 2008-2012 |
| Move Conte   |  | Kei car    | - Monovolum                                              | 2008-2017 |
| Mira Cocoa   |  | Kei car    | - Monovolum                                              | 2009-2018 |
| Tanto Exe    |  | Kei car    | - Monovolum                                              | 2009-2014 |

### Exportació
En aquesta llista consten els models especialment fets per a l'exportació i que ja no es fabriquen.
| Cuore   |  | Segment A | - Hatchback 3/5P | 2003-2007 |
| Charade |  | Segment B | - Hatchback 3/5P | 2011-2013 |

## Models actuals

### Mercat nacional (Japó)

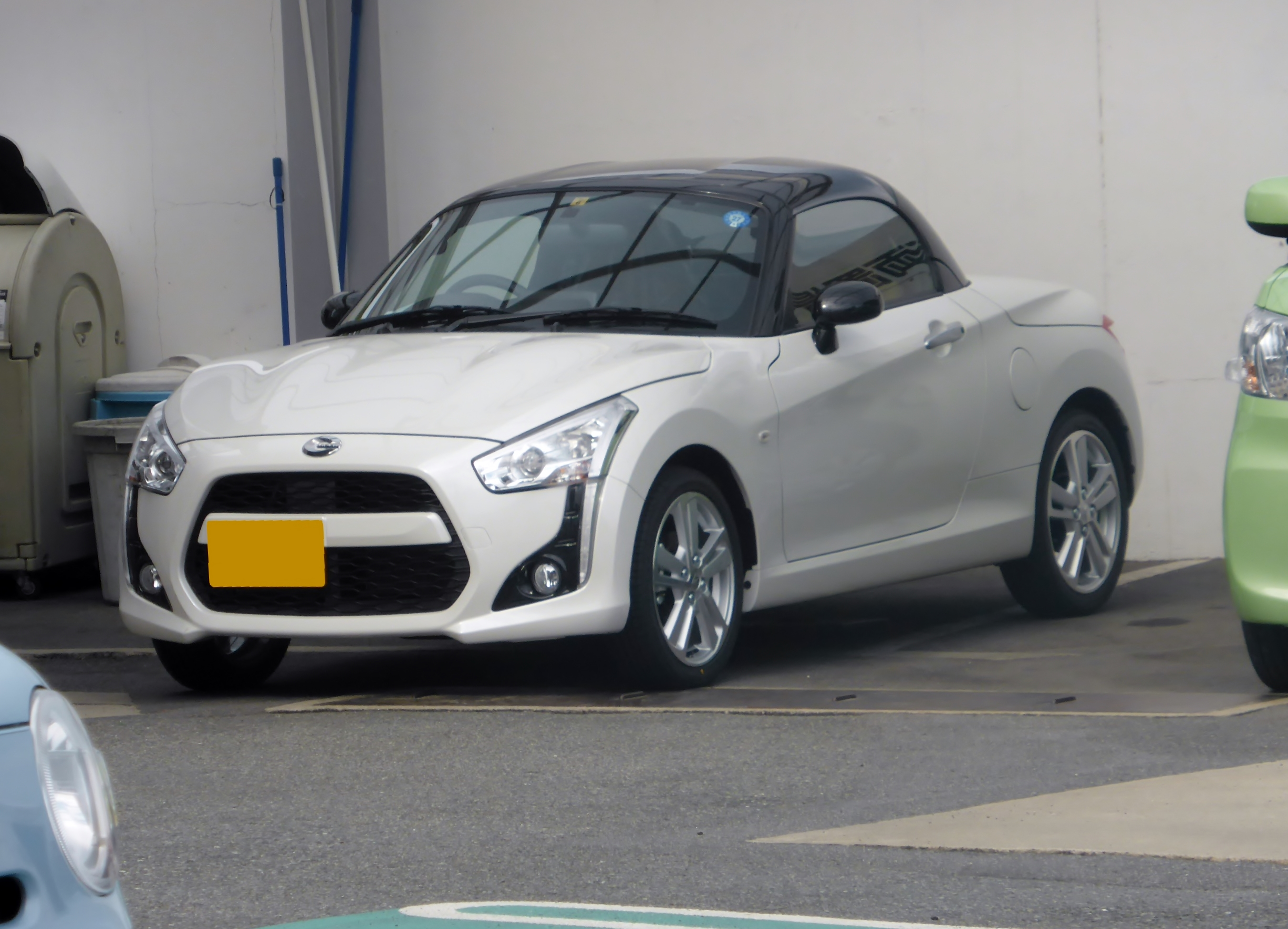
Copen Robe amb capota sòlida

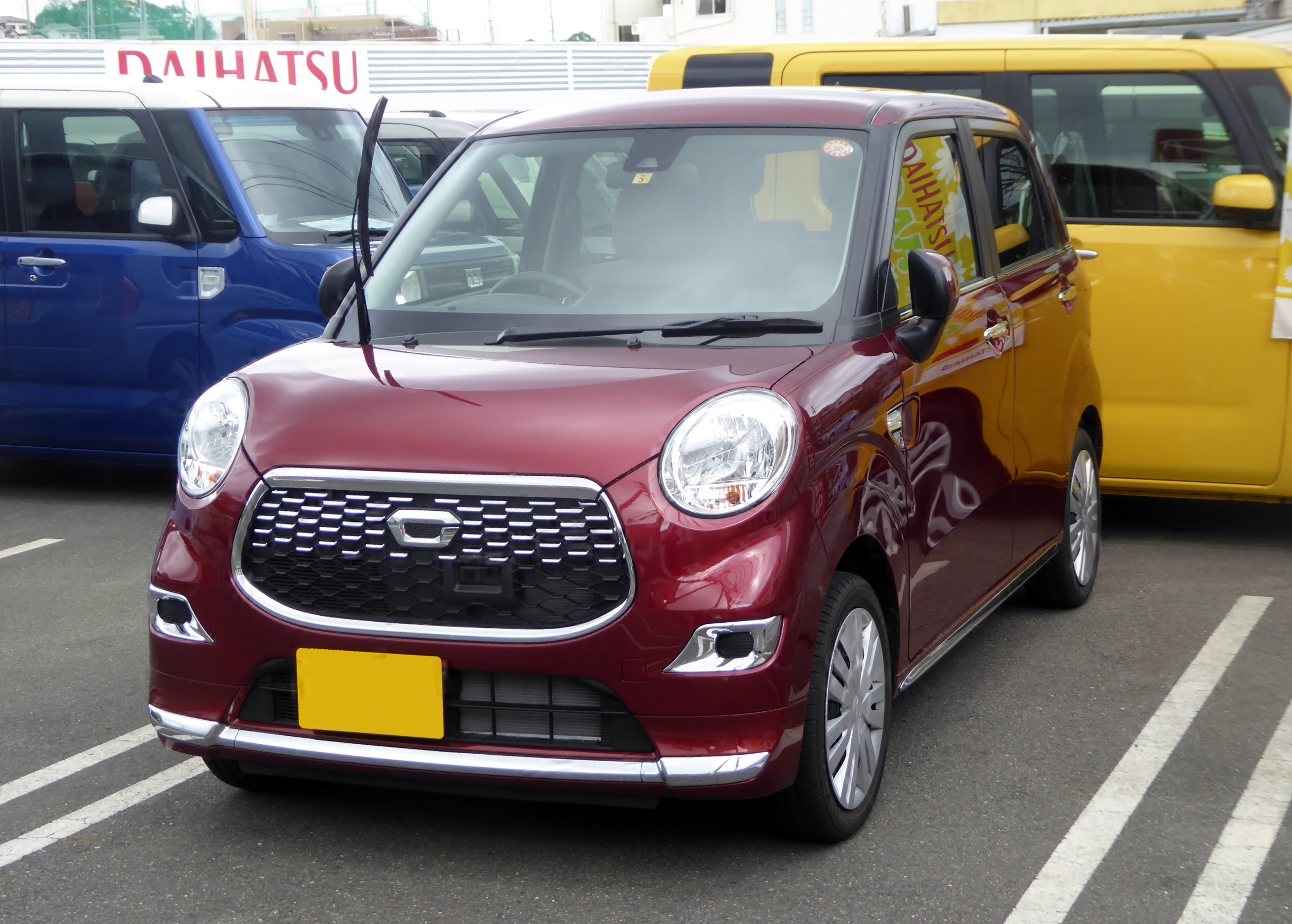
Cast Style, una altra versió del Cast

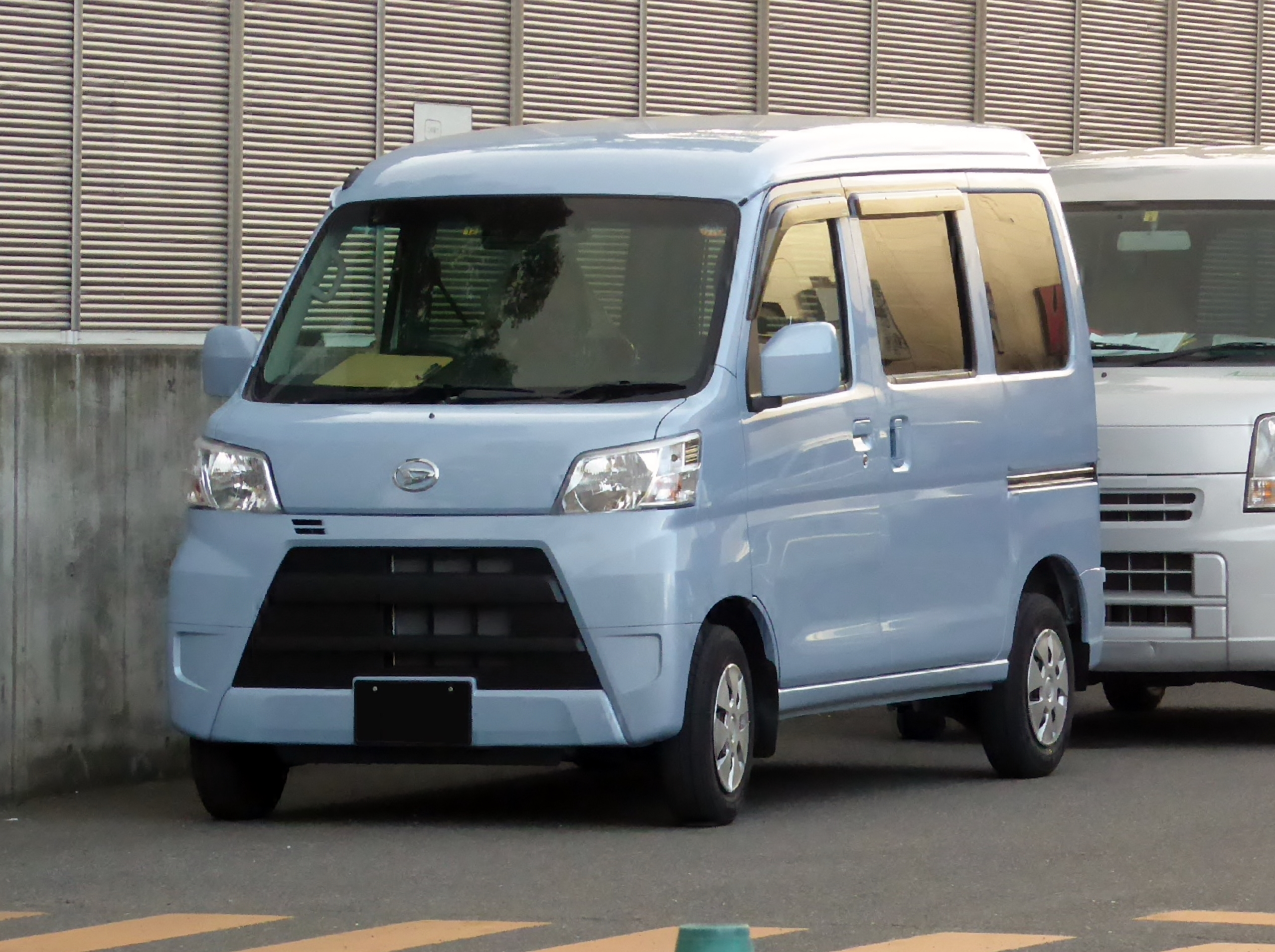
Hijet Cargo, versió industrial de l'Atrai Wagon

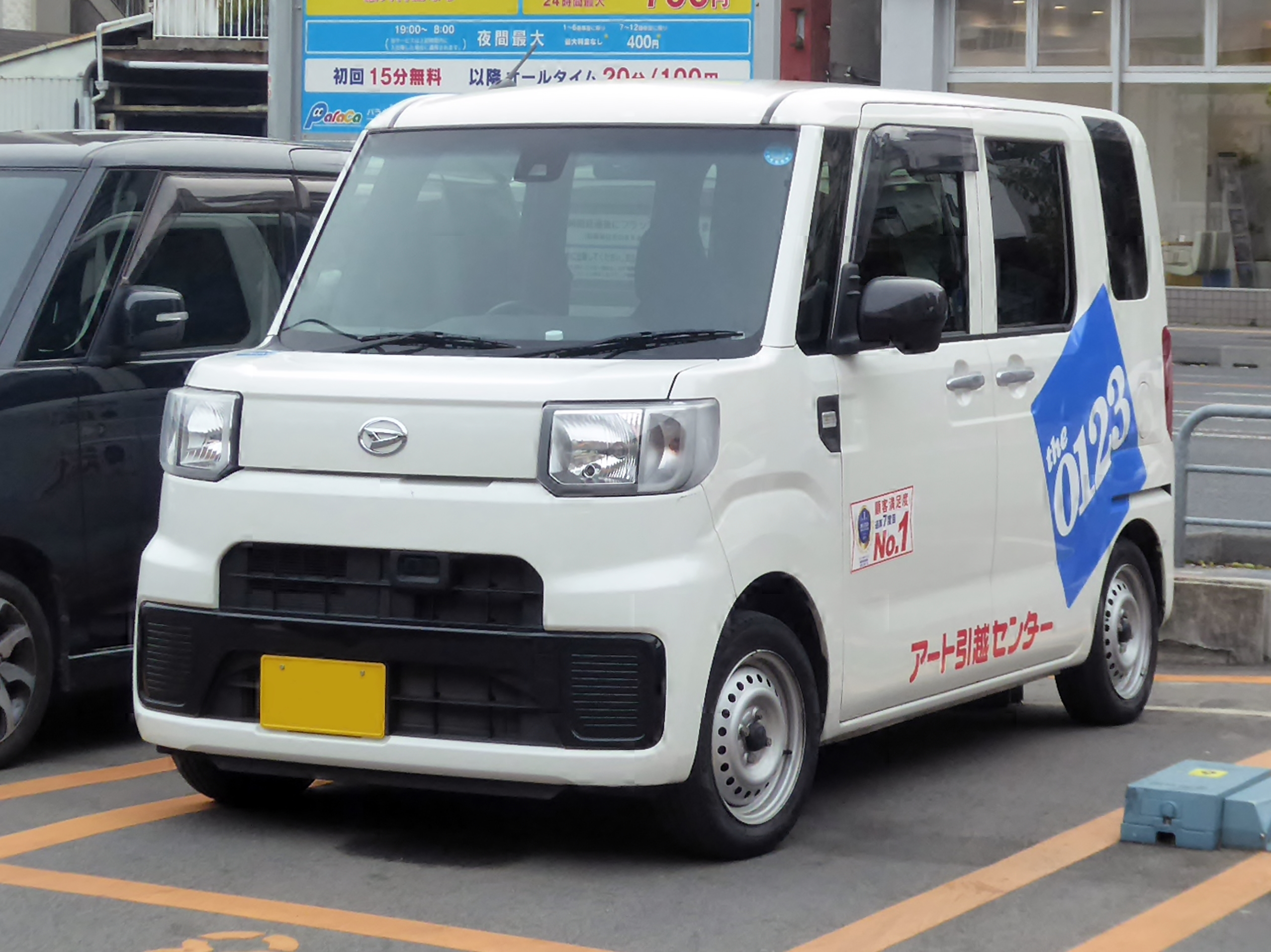
Hijet Caddie, versió industrial del Wake

| Copen       |  | Kei car   | - Coupé - Descapotable |
| Mira e:S    |  | Kei car   | - Hatchback            |
| Mira Tocot  |  | Kei car   | - Hatchback            |
| Cast        |  | Kei car   | - Hatchback            |
| Move        |  | Kei car   | - Monovolum            |
| Move Canbus |  | Kei car   | - Monovolum            |
| Tanto       |  | Kei car   | - Monovolum            |
| Taft        |  | Kei car   | - SUV                  |
| Wake        |  | Kei car   | - Monovolum            |
| Atrai Wagon |  | Kei car   | - Furgoneta            |
| Boon        |  | Segment B | - Hatchback            |
| Rocky       |  | Segment C | - SUV                  |
| Thor        |  | Segment B | - Monovolum            |
| Mebius      |  | Segment C | - Monovolum            |
| Altis       |  | Segment D | - Berlina              |

### Mercat estranger

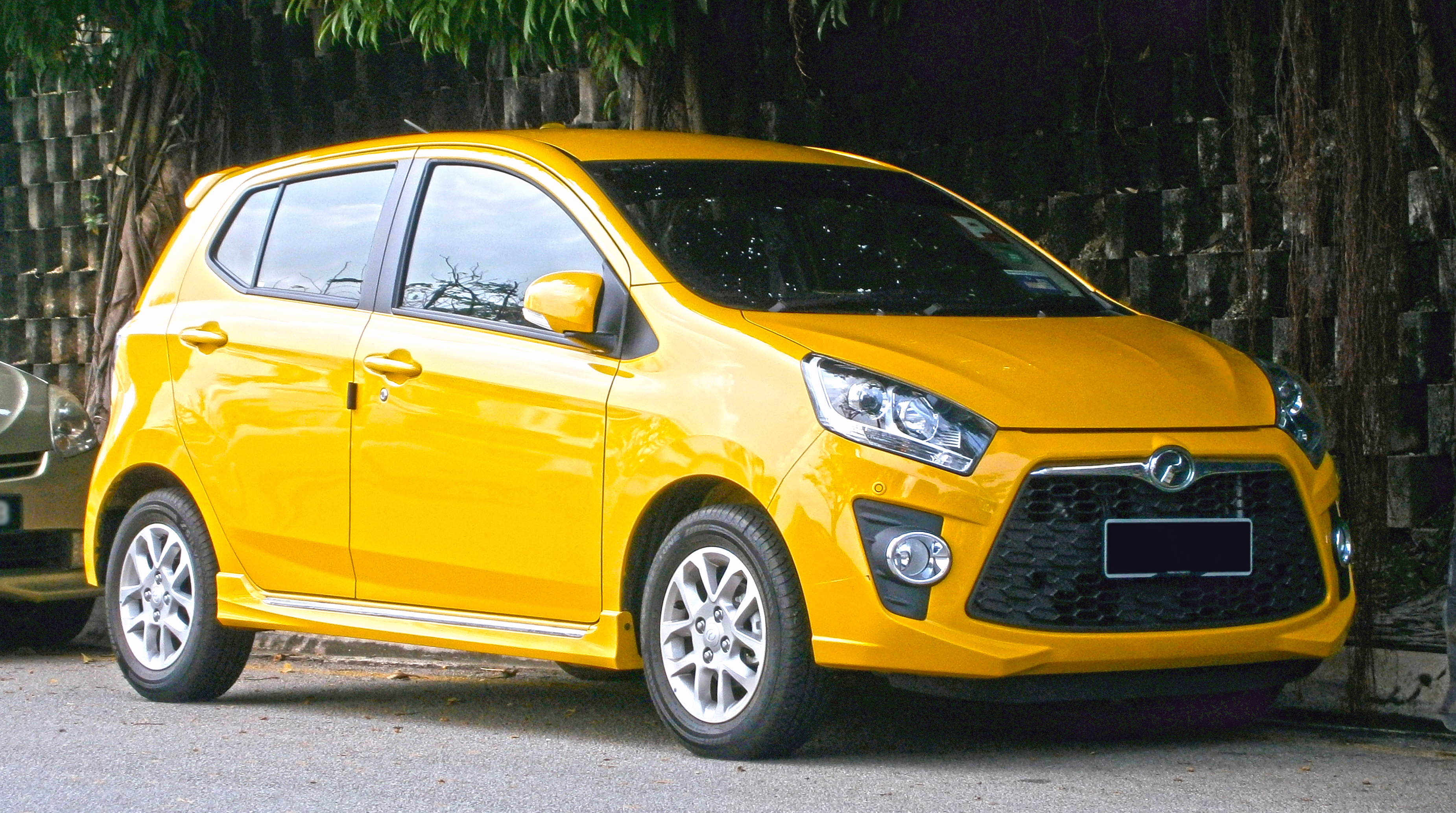
Perodua Axia, versió malaia i singaporesa de l'Ayla

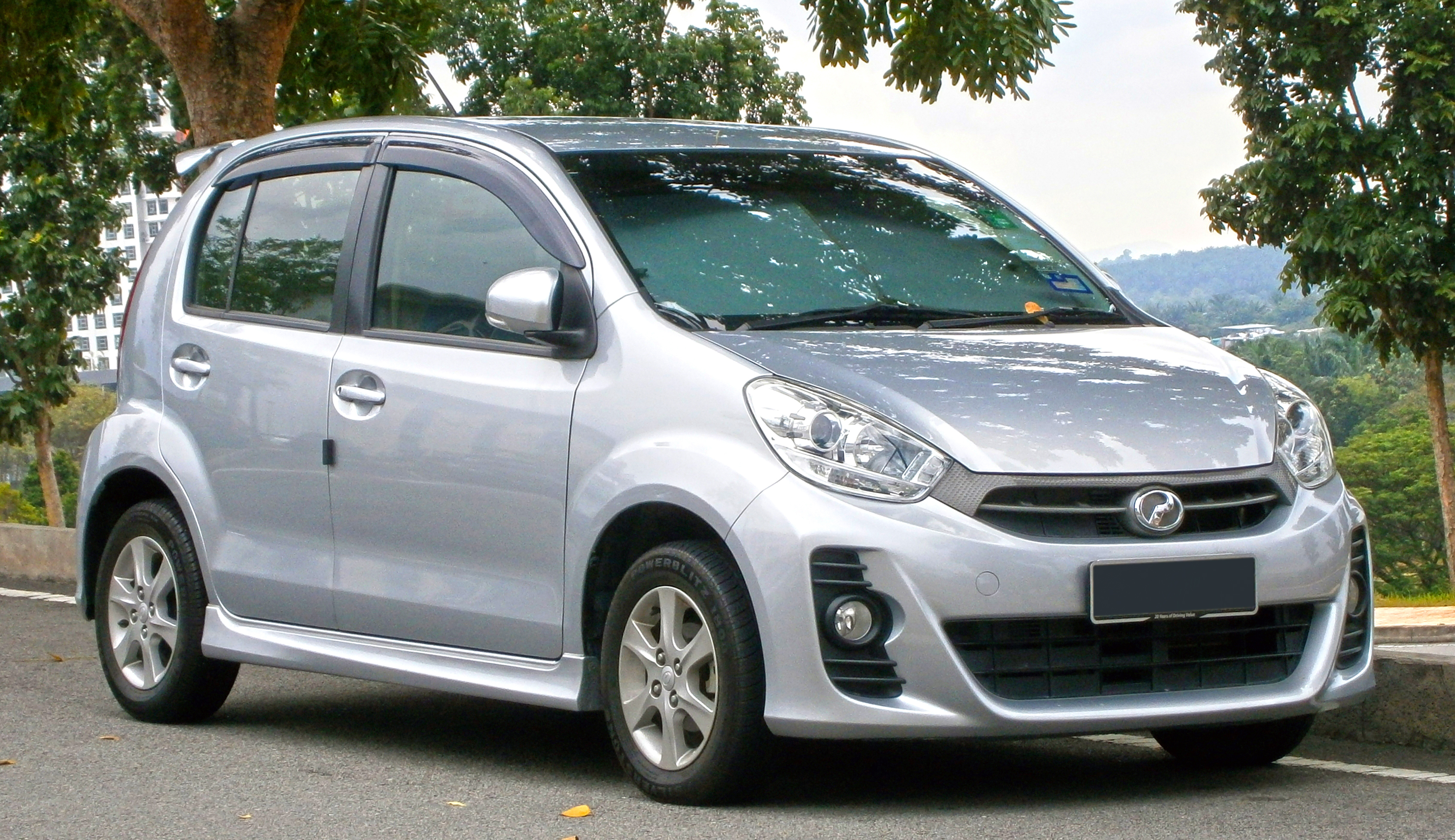
Perodua Myvi, versió malaia de l'antic Sirion

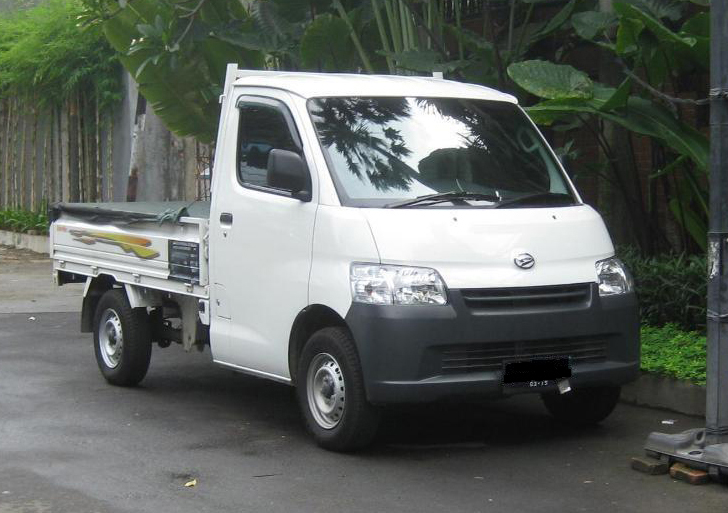
Grand Max versió camioneta

Automòbils fabricats per a mercats de fora del Japó amb la marca Daihatsu. Les fàbriques de Daihatsu a l'estranger són a Indonèsia i Malàsia, tot i que a aquest darrer es comercialitza amb la marca Perodua. La gran majoria dels productes d'exportació de la marca estan fets per a països del segon món o en vies de desenvolupament. Degut a això, els models pertanyen generalment al segment B.
| Ayla      |  | Segment B | - Hatchback                         |
| Xenia     |  | Segment B | - Monovolum                         |
| Sigra     |  | Segment B | - Monovolum                         |
| Terios    |  | Segment B | - SUV                               |
| Luxio     |  | Segment B | - Monovolum                         |
| Sirion    |  | Segment B | - Hatchback                         |
| Grand Max |  | Segment B | - Furgoneta - Camioneta - Monovolum |